# Емберг (переписна місцевість, Вісконсин)
Емберг (англ. Amberg) — переписна місцевість (CDP) в США, в окрузі Марінетт штату Вісконсин. Населення — 147 осіб (2020).

## Географія
Емберг розташований за координатами 45°30′22″ пн. ш. 87°59′15″ зх. д. / 45.50611° пн. ш. 87.98750° зх. д. (45.506090, -87.987593).  За даними Бюро перепису населення США в 2010 році переписна місцевість мала площу 4,20 км², з яких 4,18 км² — суходіл та 0,02 км² — водойми.

## Демографія
Згідно з переписом 2010 року, у переписній місцевості мешкало 180 осіб у 91 домогосподарстві у складі 44 родин. Густота населення становила 43 особи/км².  Було 134 помешкання (32/км²).
Расовий склад населення:
| - 94,4 % — білих - 1,7 % — корінних американців - 3,3 % — осіб інших рас |

До двох чи більше рас належало 0,6 %. Частка іспаномовних становила 5,0 % від усіх жителів.
За віковим діапазоном населення розподілялося таким чином: 17,2 % — особи молодші 18 років, 56,7 % — особи у віці 18—64 років, 26,1 % — особи у віці 65 років та старші. Медіана віку мешканця становила 49,0 року. На 100 осіб жіночої статі у переписній місцевості припадало 104,5 чоловіків;  на 100 жінок у віці від 18 років та старших — 101,4 чоловіків також старших 18 років.
Середній дохід на одне домашнє господарство  становив 35 888 доларів США (медіана — 21 042), а середній дохід на одну сім'ю — 55 581 долар (медіана — 31 875). За межею бідності перебувало 34,1 % осіб, у тому числі 71,4 % дітей у віці до 18 років та 7,1 % осіб у віці 65 років та старших.
Цивільне працевлаштоване населення становило 36 осіб. Основні галузі зайнятості: науковці, спеціалісти, менеджери — 27,8 %, виробництво — 27,8 %, роздрібна торгівля — 11,1 %, освіта, охорона здоров'я та соціальна допомога — 11,1 %.